# Antonio Maria Teixeira
Antonio Maria Teixeira (Rio de Janeiro, 4 de setembro de 1853 – Rio de Janeiro, 10 de agosto de 1932) foi um médico brasileiro.
Graduado em farmácia pela Faculdade de Medicina do Rio de Janeiro, onde obteve um doutorado em medicina em 1882, defendendo a tese “Dos Corpos Estranhos nos Tecidos”. Foi eleito membro da Academia Nacional de Medicina em 1886, com o número acadêmico 148, na presidência de Agostinho José de Sousa Lima.